# Allsvenskan
Allsvenskan (phát âm tiếng Thụy Điển: [ˈâlːˌsvɛnːskan]; còn được gọi là  Fotbollsallsvenskan [ˈfûːtbɔlsˌalːsvɛnskan], Giải bóng đá Thụy Điển) là một giải đấu chuyên nghiệp của Thụy Điển dành cho các câu lạc bộ bóng đá nam và là giải đấu cao nhất của hệ thống giải bóng đá Thụy Điển.
Giải được thành lập vào năm 1924 và hoạt động theo thể thức thăng hạng và xuống hạng với Superettan, giải đấu cao thứ hai ở Thụy Điển. Mỗi mùa giải kéo dài từ cuối tháng 3 hoặc đầu tháng 4 đến đầu tháng 11, với 16 câu lạc bộ gặp nhau hai lần, một mùa giải kéo dài 30 vòng, tổng cộng là 240 trận.
Allsvenskan được xếp hạng thứ 23 trong hệ số các giải đấu của UEFA dựa trên thành tích ở các giải đấu châu Âu trong 5 năm qua. Allsvenskan hiện được xếp hạng cao thứ ba trong các giải đấu ở Scandinavia sau Na Uy và Đan Mạch. Nhà vô địch hiện tại là Malmö FF sau khi giành chức vô địch vào mùa giải 2024.
Ba câu lạc bộ vô địch Thụy Điển nhiều nhất là Malmö FF (24), IFK Göteborg (18) và IFK Norrköping (13).
Tính cả mùa giải 2024, Allsvenskan đã duy trì chuỗi 100 mùa giải liên tiếp. Không giống như các giải bóng đá châu Âu khác, Allsvenskan không bị gián đoạn thi đấu trong Thế chiến thứ hai do tính trung lập của Thụy Điển.

## Lịch sử
Vào những năm 1910, giải đấu quốc gia đã được thử nghiệm ở Thụy Điển với Svenska Serien, tuy nhiên, việc tài trợ cho giải đấu này lại gặp khó khăn. Svenska Serien đã phát triển thành hai giải đấu, bao gồm một nhóm phía nam và một nhóm phía bắc.
Vào ngày 13 tháng 1 năm 1924, các câu lạc bộ bóng đá đã họp tại Stockholm để thành lập một loạt giải đấu toàn quốc và vào ngày 3 tháng 8 cùng năm, trận mở màn của Allsvenskan 1924–25 đã diễn ra. Đội đầu tiên chiến thắng trong giải đấu Allsvenskan một giải đấu gồm mười hai đội là GAIS. Năm 1931, giải đấu bắt đầu quyết định các nhà vô địch bóng đá Thụy Điển.
Trong những năm đầu, các đội Norrland và Gotland không được phép chơi ở các cấp độ cao hơn trong hệ thống giải đấu, nhưng dần dần hệ thống này đã được thay đổi để bao gồm các đội Norrland và Gotland ở các cấp độ cao hơn.
Đối với Allsvenskan 1959, thời gian bắt đầu mùa giải đã được thay đổi từ mùa thu sang mùa xuân để được tổ chức trong một năm dương lịch. Vào năm 1973, giải đấu đã được mở rộng để có 14 đội. Vào những năm 1970, Malmö FF, dưới sự dẫn dắt của Antonio Durán người Tây Ban Nha và sau đó là Bob Houghton người Anh, đã giành được năm Allsvenskan và đã tiến vào trận chung kết Cúp châu Âu năm 1979, nơi họ đã thua Nottingham Forest.
Từ mùa giải 1982, giải đấu đã giới thiệu vòng play-off để xác định nhà vô địch bóng đá Thụy Điển. Vào cuối những năm 1980, Malmö FF đã thống trị, giành chức vô địch giải đấu năm lần liên tiếp, nhưng chỉ có hai chức vô địch Thụy Điển. Mùa giải 1990 chứng kiến sự ra đời của ba điểm cho mỗi trận thắng. Những năm mùa giải play-off được tiếp nối bằng hai năm của giải đấu tiếp tục, được gọi là Mästerskapsserien.
Mùa giải 1993 chứng kiến sự trở lại của thể thức cổ điển, một lần nữa với 14 đội. IFK Göteborg đã giành được năm chức vô địch giải đấu Allsvenskan vào những năm 1990.
Vào đầu những năm 2000, Djurgårdens IF đã giành được ba danh hiệu (2002, 2003 và 2005). Năm 2004, Örebro SK mất vị trí trong giải đấu do vấn đề tài chính, và Assyriska FF đã giành được vị trí của mình. Từ năm 2008, giải đấu bao gồm 16 đội.
Đối với mùa giải 2017, một quả bóng thi đấu giải đấu đã được giới thiệu và Select Sport được chọn làm nhà cung cấp trong bốn năm.
Mùa giải 2024 đánh dấu 100 năm tồn tại của Allsvenskan và được kỷ niệm bằng bộ trang phục cổ điển trong hai ngày thi đấu vào tháng 8. Malmö FF đã giành chức vô địch Allsvenskan kỷ niệm 100 năm và giành chức vô địch thứ chín trong 15 mùa giải gần đây nhất.

## Các đội bóng vô địch
| dagger                 | cũng giành được Cúp quốc gia trong cùng một mùa giải                             |
| (số danh hiệu vô địch) | Tổng số danh hiệu vô địch và á quân của mỗi câu lạc bộ được ghi trong dấu ngoặc. |

### Svenska Mästerskapet (1896–1925)
| Năm   | Vô địch            | Á quân                  |
| ----- | ------------------ | ----------------------- |
| 1896  | Örgryte IS (1)     | IS Idrottens Vänner (1) |
| 1897  | Örgryte IS (2)     | Örgryte IS 2 (1)        |
| 1898  | Örgryte IS (3)     | AIK (1)                 |
| 1899  | Örgryte IS (4)     | Göteborgs FF (1)        |
| 1900  | AIK (1)            | Örgryte IS (2)          |
| 1901  | AIK (2)            | Örgryte IS 2 (3)        |
| 1902  | Örgryte IS (5)     | Jönköpings AIF (1)      |
| 1903  | Göteborgs IF (1)   | Göteborgs FF (2)        |
| 1904  | Örgryte IS (6)     | Djurgårdens IF (1)      |
| 1905  | Örgryte IS (7)     | IFK Stockholm (1)       |
| 1906  | Örgryte IS (8)     | Djurgårdens IF (2)      |
| 1907  | Örgryte IS (9)     | IFK Uppsala (1)         |
| 1908  | IFK Göteborg (1)   | IFK Uppsala (2)         |
| 1909  | Örgryte IS (10)    | Djurgårdens IF (3)      |
| 1910  | IFK Göteborg (2)   | Djurgårdens IF (4)      |
| 1911] | AIK (3)            | IFK Uppsala (3)         |
| 1912  | Djurgårdens IF (1) | Örgryte IS (4)          |
| 1913  | Örgryte IS (11)    | Djurgårdens IF (5)      |
| 1914  | AIK (4)            | Hälsingborgs IF (1)     |
| 1915  | Djurgårdens IF (2) | Örgryte IS (5)          |
| 1916  | AIK (5)            | Djurgårdens IF (6)      |
| 1917  | Djurgårdens IF (3) | AIK (2)                 |
| 1918  | IFK Göteborg (3)   | Hälsingborgs IF (2)     |
| 1919  | GAIS (1)           | Djurgårdens IF (7)      |
| 1920  | Djurgårdens IF (4) | IK Sleipner (1)         |
| 1921  | IFK Eskilstuna (1) | IK Sleipner (2)         |
| 1922  | GAIS (2)           | Hammarby IF (1)         |
| 1923  | AIK (6)            | IFK Eskilstuna (1)      |
| 1924  | Fässbergs IF (1)   | IK Sirius (1)           |
| 1925  | Brynäs IF (1)      | BK Derby (1)            |

### Allsvenskan (1931–1981)
| Năm     | Vô địch             | Á quân              | Vua phá lưới (đội)                                                      | Số bàn |
| ------- | ------------------- | ------------------- | ----------------------------------------------------------------------- | ------ |
| 1930–31 | GAIS (3)            | AIK                 | John Nilsson (GAIS)                                                     | 26     |
| 1931–32 | AIK (7)             | Örgryte IS          | Carl-Erik Holmberg (Örgryte IS)                                         | 29     |
| 1932–33 | Hälsingborgs IF (1) | GAIS                | Torsten Bunke (Hälsingborgs IF)                                         | 21     |
| 1933–34 | Hälsingborgs IF (2) | GAIS                | Sven Jonasson (IF Elfsborg)                                             | 20     |
| 1934–35 | IFK Göteborg (4)    | AIK                 | Harry Andersson (IK Sleipner)                                           | 23     |
| 1935–36 | IF Elfsborg (1)     | AIK                 | Sven Jonasson (IF Elfsborg)                                             | 24     |
| 1936–37 | AIK (8)             | IK Sleipner         | Olle Zethlerlund (AIK)                                                  | 23     |
| 1937–38 | IK Sleipner (1)     | Hälsingborgs IF     | Curt Hjelm (IK Sleipner)                                                | 13     |
| 1938–39 | IF Elfsborg (2)     | AIK                 | Erik Persson (AIK) Ove Andersson (Malmö FF) Yngve Lindgren (Örgryte IS) | 16     |
| 1939–40 | IF Elfsborg (3)     | IFK Göteborg        | Anders Pålsson (Hälsingborgs IF)                                        | 17     |
| 1940–41 | Hälsingborgs IF (3) | Degerfors IF        | Stig Nyström (IK Brage)                                                 | 17     |
| 1941–42 | IFK Göteborg (5)    | GAIS                | Sven Jacobsson (GAIS)                                                   | 20     |
| 1942–43 | IFK Norrköping (1)  | IF Elfsborg         | Gunnar Nordahl (Degerfors IF)                                           | 16     |
| 1943–44 | Malmö FF (1)        | IF Elfsborg         | Leif Larsson (IFK Göteborg)                                             | 19     |
| 1944–45 | IFK Norrköping (2)  | IF Elfsborg         | Gunnar Nordahl (IFK Norrköping)                                         | 27     |
| 1945–46 | IFK Norrköping (3)  | Malmö FF            | Gunnar Nordahl (IFK Norrköping)                                         | 25     |
| 1946–47 | IFK Norrköping (4)  | AIK                 | Gunnar Gren (IFK Göteborg)                                              | 18     |
| 1947–48 | IFK Norrköping (5)  | Malmö FF            | Gunnar Nordahl (IFK Norrköping)                                         | 18     |
| 1948–49 | Malmö FF (2)        | Hälsingborgs IF     | Carl-Johan Franck (Hälsingborgs IF)                                     | 19     |
| 1949–50 | Malmö FF (3)        | Jönköpings Södra IF | Ingvar Rydell (Malmö FF)                                                | 22     |
| 1950–51 | Malmö FF (4)        | Råå IF              | Hasse Jeppson (Djurgårdens IF)                                          | 17     |
| 1951–52 | IFK Norrköping (6)  | Malmö FF            | Karl-Alfred Jacobsson (GAIS)                                            | 17     |
| 1952–53 | Malmö FF (5)        | IFK Norrköping      | Karl-Alfred Jacobsson (GAIS)                                            | 24     |
| 1953–54 | GAIS (4)            | Hälsingborgs IF     | Karl-Alfred Jacobsson (GAIS)                                            | 21     |
| 1954–55 | Djurgårdens IF (5)  | Halmstads BK        | Kurt Hamrin (AIK)                                                       | 22     |
| 1955–56 | IFK Norrköping (7)  | Malmö FF            | Sylve Bengtsson (Halmstads BK)                                          | 22     |
| 1956–57 | IFK Norrköping (8)  | Malmö FF            | Harry Bild (IFK Norrköping)                                             | 19     |
| 1957–58 | IFK Göteborg (6)    | IFK Norrköping      | Bertil Johansson (IFK Göteborg) Henry Källgren (IFK Norrköping)         | 27     |
| 1959    | Djurgårdens IF (6)  | IFK Norrköping      | Rune Börjesson (Örgryte IS)                                             | 21     |
| 1960    | IFK Norrköping (9)  | IFK Malmö           | Rune Börjesson (Örgryte IS)                                             | 24     |
| 1961    | IF Elfsborg (4)     | IFK Norrköping      | Bertil Johansson (IFK Göteborg)                                         | 20     |
| 1962    | IFK Norrköping (10) | Djurgårdens IF      | Leif Skiöld (Djurgårdens IF)                                            | 21     |
| 1963    | IFK Norrköping (11) | Degerfors IF        | Lars Heinermann (Degerfors IF) Bo Larsson (Malmö FF)                    | 17     |
| 1964    | Djurgårdens IF (7)  | Malmö FF            | Krister Granbom (Hälsingborgs IF)                                       | 22     |
| 1965    | Malmö FF (6)        | IF Elfsborg         | Bo Larsson (Malmö FF)                                                   | 28     |
| 1966    | Djurgårdens IF (8)  | IFK Norrköping      | Ove Kindvall (IFK Norrköping)                                           | 20     |
| 1967    | Malmö FF (7)        | Djurgårdens IF      | Dag Szepanski (Malmö FF)                                                | 22     |
| 1968    | Östers IF (1)       | Malmö FF            | Ove Eklund (Åtvidabergs FF)                                             | 16     |
| 1969    | IFK Göteborg (7)    | Malmö FF            | Reine Almqvist (IFK Göteborg)                                           | 16     |
| 1970    | Malmö FF (8)        | Åtvidabergs FF      | Bo Larsson (Malmö FF)                                                   | 16     |
| 1971    | Malmö FF (9)        | Åtvidabergs FF      | Roland Sandberg (Åtvidabergs FF)                                        | 17     |
| 1972    | Åtvidabergs FF (1)  | AIK                 | Ralf Edström (Åtvidabergs FF) Roland Sandberg (Åtvidabergs FF)          | 16     |
| 1973    | Åtvidabergs FF (2)  | Östers IF           | Jan Mattsson (Östers IF)                                                | 20     |
| 1974    | Malmö FF (10)       | AIK                 | Jan Mattsson (Östers IF)                                                | 22     |
| 1975    | Malmö FF (11)       | Östers IF           | Jan Mattsson (Östers IF)                                                | 31     |
| 1976    | Halmstads BK (1)    | Malmö FF            | Rutger Backe (Halmstads BK)                                             | 21     |
| 1977    | Malmö FF (12)       | IF Elfsborg         | Reine Almqvist (IFK Göteborg) Mats Aronsson (Landskrona BoIS)           | 15     |
| 1978    | Östers IF (2)       | Malmö FF            | Tommy Berggren (Djurgårdens IF)                                         | 19     |
| 1979    | Halmstads BK (2)    | IFK Göteborg        | Mats Werner (Hammarby IF)                                               | 14     |
| 1980    | Östers IF (3)       | Malmö FF            | Billy Ohlsson (Hammarby IF)                                             | 19     |
| 1981    | Östers IF (4)       | IFK Göteborg        | Torbjörn Nilsson (IFK Göteborg)                                         | 20     |

### Allsvenskan Play-off (1982–1990)
| Năm  | Vô địch                                     | Á quân         | Vua phá lưới (đội)                                                                  | Số bàn |
| ---- | ------------------------------------------- | -------------- | ----------------------------------------------------------------------------------- | ------ |
| 1982 | IFK Göteborg (8) · Thắng giải: IFK Göteborg | Hammarby IF    | Dan Corneliusson (IFK Göteborg)                                                     | 12     |
| 1983 | IFK Göteborg (9) · Thắng giải: AIK          | Östers IF      | Thomas Ahlström (IF Elfsborg)                                                       | 16     |
| 1984 | IFK Göteborg (10) Thắng giải: IFK Göteborg  | IFK Norrköping | Billy Ohlsson (Hammarby IF)                                                         | 14     |
| 1985 | Örgryte IS (12) Thắng giải: Malmö FF        | IFK Göteborg   | Sören Börjesson (Örgryte IS) Peter Karlsson (Kalmar FF) Billy Lansdowne (Kalmar FF) | 10     |
| 1986 | Malmö FF (13) · Thắng giải: Malmö FF        | AIK            | Johnny Ekström (IFK Göteborg)                                                       | 13     |
| 1987 | IFK Göteborg (11) Thắng giải: Malmö FF      | Malmö FF       | Lasse Larsson (Malmö FF)                                                            | 19     |
| 1988 | Malmö FF (14) Thắng giải: Malmö FF          | Djurgårdens IF | Martin Dahlin (Malmö FF)                                                            | 17     |
| 1989 | IFK Norrköping (12) Thắng giải: Malmö FF    | Malmö FF       | Jan Hellström (IFK Norrköping)                                                      | 16     |
| 1990 | IFK Göteborg (12) Thắng giải: IFK Göteborg  | IFK Norrköping | Kaj Eskelinen (IFK Göteborg)                                                        | 10     |

### Mästerskapsserien (1991–1992)
| Năm  | Vô địch                                      | Á quân         | Vua phá lưới (đội)              | Số bàn |
| ---- | -------------------------------------------- | -------------- | ------------------------------- | ------ |
| 1991 | IFK Göteborg (13) · Thắng giải: IFK Göteborg | IFK Norrköping | Kennet Andersson (IFK Göteborg) | 13     |
| 1992 | AIK (9) Thắng giải: IFK Norrköping           | IFK Norrköping | Hans Eklund (Östers IF)         | 16     |

### Allsvenskan (1993–nay)
| Mùa  | Vô địch             | Á quân          | Hạng ba         | Cầu thủ                                                                                 | Số bàn         |
| Mùa  | Vô địch             | Á quân          | Hạng ba         | (Vua phá lưới)                                                                          | (Vua phá lưới) |
| ---- | ------------------- | --------------- | --------------- | --------------------------------------------------------------------------------------- | -------------- |
| 1993 | IFK Göteborg (14)   | IFK Norrköping  | AIK             | Henrik Bertilsson (Halmstads BK) Mats Lilienberg (Trelleborgs FF)                       | 18             |
| 1994 | IFK Göteborg (15)   | Örebro SK       | Malmö FF        | Niclas Kindvall (IFK Norrköping)                                                        | 23             |
| 1995 | IFK Göteborg (16)   | Helsingborgs IF | Halmstads BK    | Niklas Skoog (Västra Frölunda IF)                                                       | 17             |
| 1996 | IFK Göteborg (17)   | Malmö FF        | Helsingborgs IF | Andreas Andersson (IFK Göteborg)                                                        | 19             |
| 1997 | Halmstads BK (3)    | IFK Göteborg    | Malmö FF        | Mats Lilienberg (Halmstads BK) Christer Mattiasson (IF Elfsborg) Dan Sahlin (Örebro SK) | 14             |
| 1998 | AIK (10)            | Helsingborgs IF | Hammarby IF     | Arild Stavrum (Helsingborgs IF)                                                         | 18             |
| 1999 | Helsingborgs IF (4) | AIK             | Halmstads BK    | Marcus Allbäck (Örgryte IS)                                                             | 15             |
| 2000 | Halmstads BK (4)    | Helsingborgs IF | AIK             | Fredrik Berglund (IF Elfsborg)                                                          | 18             |
| 2001 | Hammarby IF (1)     | Djurgårdens IF  | AIK             | Stefan Selaković (Halmstads BK)                                                         | 15             |
| 2002 | Djurgårdens IF (9)  | Malmö FF        | Örgryte IS      | Peter Ijeh (Malmö FF)                                                                   | 24             |
| 2003 | Djurgårdens IF (10) | Hammarby IF     | Malmö FF        | Niklas Skoog (Malmö FF)                                                                 | 22             |
| 2004 | Malmö FF (15)       | Halmstads BK    | IFK Göteborg    | Markus Rosenberg (Halmstads BK)                                                         | 14             |
| 2005 | Djurgårdens IF (11) | IFK Göteborg    | Kalmar FF       | Gunnar Heiðar Þorvaldsson (Halmstads BK)                                                | 16             |
| 2006 | IF Elfsborg (5)     | AIK             | Hammarby IF     | Ari (Kalmar FF)                                                                         | 15             |
| 2007 | IFK Göteborg (18)   | Kalmar FF       | Djurgårdens IF  | Marcus Berg (IFK Göteborg) Razak Omotoyossi (Helsingborgs IF)                           | 14             |
| 2008 | Kalmar FF (1)       | IF Elfsborg     | IFK Göteborg    | Patrik Ingelsten (Kalmar FF)                                                            | 19             |
| 2009 | AIK (11)            | IFK Göteborg    | IF Elfsborg     | Tobias Hysén (IFK Göteborg) Wánderson (GAIS)                                            | 18             |
| 2010 | Malmö FF (16)       | Helsingborgs IF | Örebro SK       | Alexander Gerndt (Gefle IF / Helsingborgs IF)                                           | 20             |
| 2011 | Helsingborgs IF (5) | AIK             | IF Elfsborg     | Mathias Ranégie (BK Häcken / Malmö FF)                                                  | 21             |
| 2012 | IF Elfsborg (6)     | BK Häcken       | Malmö FF        | Majeed Waris (BK Häcken)                                                                | 23             |
| 2013 | Malmö FF (17)       | AIK             | IFK Göteborg    | Imad Khalili (IFK Norrköping / Helsingborgs IF)                                         | 15             |
| 2014 | Malmö FF (18)       | IFK Göteborg    | AIK             | Lasse Vibe (IFK Göteborg)                                                               | 23             |
| 2015 | IFK Norrköping (13) | IFK Göteborg    | AIK             | Emir Kujović (IFK Norrköping)                                                           | 21             |
| 2016 | Malmö FF (19)       | AIK             | IFK Norrköping  | John Owoeri (BK Häcken)                                                                 | 17             |
| 2017 | Malmö FF (20)       | AIK             | Djurgårdens IF  | Kalle Holmberg (IFK Norrköping) Magnus Eriksson (Djurgårdens IF)                        | 14             |
| 2018 | AIK (12)            | IFK Norrköping  | Malmö FF        | Paulinho Guerreiro (BK Häcken)                                                          | 20             |
| 2019 | Djurgårdens IF (12) | Malmö FF        | Hammarby IF     | Mohamed Buya Turay (Djurgårdens IF)                                                     | 15             |
| 2020 | Malmö FF (21)       | IF Elfsborg     | BK Häcken       | Christoffer Nyman (IFK Norrköping)                                                      | 18             |
| 2021 | Malmö FF (22)       | AIK             | Djurgårdens IF  | Samuel Adegbenro (IFK Norrköping)                                                       | 17             |
| 2022 | BK Häcken (1)       | Djurgårdens IF  | Hammarby IF     | Alexander Jeremejeff (BK Häcken)                                                        | 22             |
| 2023 | Malmö FF (23)       | IF Elfsborg     | BK Häcken       | Isaac Kiese Thelin (Malmö FF)                                                           | 16             |
| 2024 | Malmö FF (24)       | Hammarby IF     | AIK             | Nikola Vasić (IF Brommapojkarna)                                                        | 17             |

## Thống kê

### Theo câu lạc bộ
Tổng cộng có 20 câu lạc bộ đã được trao vương miện vô địch Thụy Điển từ Örgryte IS vào năm 1896 cho đến BK Häcken vào năm 2022. Tổng cộng có 124 chức vô địch Thụy Điển đã được trao. Malmö FF là câu lạc bộ thành công nhất với 24 chức vô địch Thụy Điển.
| Câu lạc bộ          | Vô địch | Á quân | Mùa vô địch |
| ------------------- | ------- | ------ | --- |
| Malmö FF            | 24      | 15     | 1943–44, 1948–49, 1949–50, 1950–51, 1952–53, 1965, 1967, 1970, 1971, 1974, 1975, 1977, 1986, 1988, 2004, 2010, 2013, 2014, 2016, 2017, 2020, 2021, 2023, 2024 |
| IFK Göteborg        | 18      | 9      | 1908, 1910, 1918, 1934–35, 1941–42, 1957–58, 1969, 1982, 1983, 1984, 1987, 1990, 1991, 1993, 1994, 1995, 1996, 2007                                           |
| IFK Norrköping      | 13      | 11     | 1942–43, 1944–45, 1945–46, 1946–47, 1947–48, 1951–52, 1955–56, 1956–57, 1960, 1962, 1963, 1989, 2015                                                          |
| AIK                 | 12      | 17     | 1900, 1901, 1911, 1914, 1916, 1923, 1931–1932, 1936–37, 1992, 1998, 2009, 2018                                                                                |
| Djurgårdens IF      | 12      | 12     | 1912, 1915, 1917, 1920, 1954–55, 1959, 1964, 1966, 2002, 2003, 2005, 2019                                                                                     |
| Örgryte IS          | 12      | 6      | 1896, 1897, 1898, 1899, 1902, 1904, 1905, 1906, 1907, 1909, 1913, 1985                                                                                        |
| IF Elfsborg         | 6       | 6      | 1935–36, 1938–39, 1939–40, 1961, 2006, 2012 |
| Helsingborgs IF     | 5       | 8      | 1932–33, 1933–34, 1940–41, 1999, 2011 |
| GAIS                | 4       | 3      | 1919, 1922, 1930–31, 1953–54 |
| Östers IF           | 4       | 3      | 1968, 1978, 1980, 1981 |
| Halmstads BK        | 4       | 2      | 1976, 1979, 1997, 2000 |
| Åtvidabergs FF      | 2       | 2      | 1972, 1973 |
| IK Sleipner         | 1       | 3      | 1937–38 |
| Hammarby IF         | 1       | 4      | 2001 |
| IFK Eskilstuna      | 1       | 1      | 1921 |
| Kalmar FF           | 1       | 1      | 2008 |
| BK Häcken           | 1       | 1      | 2022 |
| Göteborgs IF        | 1       | –      | 1903 |
| Fässbergs IF        | 1       | –      | 1924 |
| Brynäs IF           | 1       | –      | 1925 |
| IFK Uppsala Fotboll | -       | 3      | 1907, 1909, 1911 |
| Göteborgs FF        | -       | 2      | 1899, 1903 |
| Degerfors IF        | -       | 2      | 1940–41, 1963 |
| IS Idrottens Vänner | -       | 1      | 1896 |
| Jönköpings AIF      | -       | 1      | 1902 |
| IFK Stockholm       | -       | 1      | 1905 |
| IK Sirius Fotboll   | -       | 1      | 1924–25 |
| BK Derby            | -       | 1      | 1925–26 |
| Jönköpings Södra IF | -       | 1      | 1949–50 |

Tỷ lệ (%)